# Amphidysis hesperia
Amphidysis hesperia är en tvåvingeart som beskrevs av Mcalpine 1985. Amphidysis hesperia ingår i släktet Amphidysis och familjen myllflugor. Inga underarter finns listade i Catalogue of Life.